# Place de la Nation (Ouagadougou)
Pour les articles homonymes, voir Place de la Nation.
La place de la Nation, aussi appelée place de la Révolution, est une place publique située en plein centre-ville de Ouagadougou, la capitale du Burkina Faso.

## Situation géographique
La place de la Nation est située au centre de la ville de Ouagadougou. Elle a une superficie d’environ 25 000 m2. Elle est située à proximité des sièges de plusieurs institutions gouvernementales. Elle est entourée de l’avenue du Yatenga entre le siège de la Banque centrale des États de l’Afrique de l’Ouest (BCEAO) au sud, le camp Guillaume Ouédraogo au nord, le Mess des sous-officiers à l’Ouest et la Caisse nationale de sécurité sociale (CNSS) ainsi que le Médiateur du Faso, à l’est.

## Historique

### Origines
Avant l’époque coloniale, la place de la Nation,,, servait de grand marché pour les habitants de Ouagadougou.
Pendant la période coloniale, le marché est déplacé. La place est baptisée « place d’Arboussier » en hommage à Charles Arboussier, un ancien gouverneur français.

### Place du 3 janvier
Bien qu'élu président en 1965 avec 99,97 % des voix, le président Maurice Yaméogo fait face à de nombreuses revendications syndicales. Les syndicats, regroupés autour de la confédération générale des travailleurs de Haute Volta (CGT-V) actuelle Confédération générale du travail du Burkina (CGTB), déclenchent une grève illimitée. La population s’y mêle. Le 3 janvier 1966, la population burkinabè se réunit sur cette place,. Le soulèvement populaire finit par contraindre le président Maurice à la démission. La place d'Arboussier prend le nom de « place du 3 janvier » en mémoire du soulèvement populaire du 3 janvier 1966,. Le lieutenant colonel Sangoulé Lamizana,,,,,,, chef d’État-major de l’armée voltaïque, prend le pouvoir.

### Place de la Révolution
La période révolutionnaire ajoute son empreinte en y inaugurant un nouveau monument dénommé « le Flambeau de la Révolution » le 1er août 1986 par le président du Faso, le capitaine Thomas Sankara,,,. Depuis ce jour, la place du 3 janvier est rebaptisée « place de la Révolution » en hommage à la Révolution d’août 1983.

## Un lieu de protestations
La place de la Nation est un lieu qui connaît plusieurs manifestations d’ordre politique, syndical, de la société civile et d’activités diverses.
Des milliers de manifestants prennent d'assaut la place de la Nation le 12 janvier 2019 pour protester et exiger justice à propos du massacre de Yirgou des 1er et 2 janvier 2019 qui a engendré 72 morts selon les organisateurs.